# Възпоменателен музей „М. Х. де Янг“
Възпоменателният музей „М. Х. де Янг“ (на английски: M. H. de Young Memorial Museum) е музей за изящно изкуство в САЩ, разположен в Голдън Гейт парк, Сан Франциско, щата Калифорния.
Наименуван е на Майкъл Хари де Янг-младши – собственик и основател на вестник „Сан Франциско Кроникъл“. Музеят е основан през 1895 г.
Земетресението Лома Приета през 1989 г. сериозно поврежда сградата на музея. Тя е възстановена и музеят отново отваря врати на 15 октомври 2005 г.